# Місто драконів
«Місто драконів» — третій роман із саги «Хроніки дощових нетрів» (англ. The Rain Wild Chronicles) письменниці Робін Хобб. Пряме продовження романів «Хранитель драконів» та «Гавань драконів.» Написаний у формі розповіді від третьої особи з точки зору кількох ключових персонажів. Роман був опублікований у вересні 2011 року у видавництві HarperVoyager. Події роману відбуваються у всесвіті Елдерлінгів.

## Сюжет
Довгий шлях драконів дійшов до кінця. Кельсінгра, яка вважалася зниклою стоїть на березі стрімкої річки. Проте шлях до неї все ще закритий для всіх, окрім Хебі. Вона єдиний дракон, який здатен перелетіти річку. Іншим драконам доведеться побороти свою гордість і знову прислухатися до людей, щоб мати можливість побороти останню стихію, досі непідвладну їм. У той час Еліс і капітану Лефтрину доведеться ухвалити рішення, яке вплине на долю втраченого міста. Адже після повернення до Кассарика і повідомлення про свою знахідку, жадібні до скарбів люди не зупиняться ні перед чим, аби здобути численні багатства.

## Персонажі

###### Хранителі драконів
- Тімара — жителька Дощових Нетрів. Народилася з кігтями замість нігтів, тому мала померти одразу після народження. Не має права виходити заміж та народжувати дітей, через свій зовнішній вигляд. Хранителька синьої драконниці Синтара.

- Татс — колишній раб. Переїхав разом з мамою до Дощових Нетрів після перемир'я з Калсидою. Після втечі матері брався за будь-яку роботу, зокрема допомагав сім'ї Тімари. Хранитель маленької зеленої драконниці Фенте

- Рапскаль — житель Дощових Нетрів. Позитивний та балакучий юнак. Хранитель червоної драконниці Хебі
- Алум — житель Дощових Нетрів. Хранитель срібно-зеленого дракона Арбук
- Бокстер — житель Дощових Нетрів. Двоюрідний брат Кейза. Хранитель оранжевого дракона Скрім
- Кейз — житель Дощових Нетрів. Двоюрідний брат Бокстера. Хранитель оранжевого дракона Дортеан
- Варкен — житель Дощових Нетрів. Хранитель червоного дракона Баліпер
- Грефт — житель Дощових Нетрів. Старший з хранителів. Намагається стати лідером та нав'язати іншим хранителям власні правила. Має стосунки з Джерд, незважаючи на заборону одружуватись та мати дітей. Хранитель найбільшого дракона синьо-чорного Кало
- Джерд — жителька Дощових Нетрів. Тривалий час була у стосунках з Грефтом. До нього мала сексуальний зв'язок з іншими хранителями. Хранителька темно-зеленої драконниці Верас
- Лектер — житель Дощових Нетрів. У сім років став сиротою, з того часу жив у сім'ї Харрикіна. Хранитель блакитного дракона Сестикан.
- Нортель — житель Дощових Нетрів. Хранитель фіолетового дракона Тиндер
- Сільве — жителька Дощових Нетрів. Наймолодша з хранителів. На початок експедиції мала 12 років. Хранителька золотистого дракона Меркор
- Харрикін — житель Дощових Нетрів. Хранитель червоного дракона Ранкулос

###### Екіпаж корабля «Смоляний»
- Лефтрин — капітан корабля
- Сварг — рульовий. Провів на борту більше 15 років
- Беллін — матрос. Дружина Сварга
- Великий Ейдер — матрос
- Скеллі — матрос. Племінниця Лефтрина і спадкоємниця корабля
- Хеннесі — старший помічник

###### Інші учасники експедиції
- Еліс Фінбок — жителька міста Вдалий. Походить зі збіднілої сім'ї торговців. Вивчає драконів та Старших.
- Седрик Мельдар — житель міста вдалий. Секретар Геста Фінбока. Друг дитинства Еліс Фінбок. Під час подорожі стає хранителем мідної драконниці Реплда
- Джесс — мисливець, найнятий радою міста Кассарик для допомоги хранителям драконів
- Карсон — мисливець, найнятий радою міста Кассарик для допомоги хранителям драконів. Друг Лефтрина
- Деві — мисливець, найнятий радою міста Кассарик для допомоги хранителям драконів. Племінник Карсона